# Décès en 930
Décès
- 926
- 927
- 928
- 929
- 930
- 931
- 932
- 933
- 934

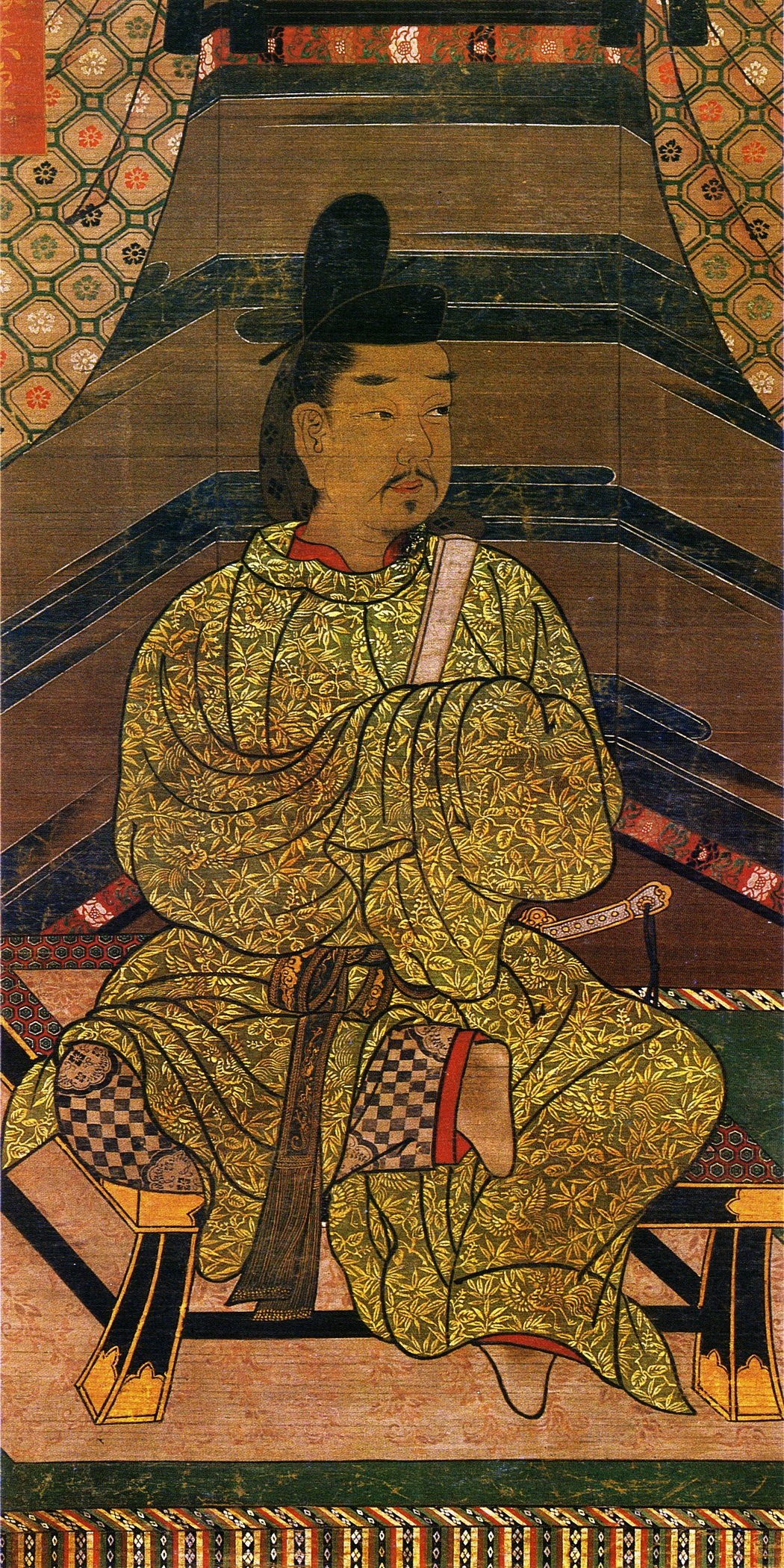
Daigo, mort en 930.

Cette page dresse une liste de personnalités mortes au cours de l'année 930 :
- 20 juin : Hucbald de Saint-Amand, moine bénédictin, connu comme théoricien de la musique, poète et hagiographe.
- 23 octobre : Daigo, 60eempereur du Japon.
- 26 octobre: Li Qi (en), ministre des Cinq Dynasties et des Dix Royaumes.
- 2 décembre : Ma Yin, guerrier chinois.

- Bagrat Anchabadzé, ou Bagrat Achba ou Bagrat II d'Abkhazie, prince abkhaze.
- Anne de Provence (it), impératrice du Saint-Empire romain germanique et reine d'Italie.

date incertaine (vers 930)
- Abu Kamil (né vers 850), mathématicien égyptien.
- Ragenold de Nantes, roi viking de Nantes.

## Crédit d'auteurs
- Cet article est partiellement ou en totalité issu de l'article intitulé « 930 » (voir la liste des auteurs).